# Taupiri Island
Taupiri Island ist eine kleine, unbewohnte Insel vor der Aupōuri Peninsula in der Region Northland auf der Nordinsel Neuseelands. Sie befindet sich unmittelbar südlich vor der zum Cape Maria van Diemen führenden sandigen Landzunge und ist von dieser nur durch einen wenige Meter breiten, seichten Durchlass getrennt. Die Insel ist etwa 290 m lang und 170 m breit. Die Insel erreicht im Süden mit 69 m ihren höchsten Punkt.